# 津田正直
津田 正直（つだ まさなお、文化7年（1810年） - 弘化3年5月24日（1846年6月17日））は、加賀藩の重臣、人持組津田玄蕃家第10代当主。
父は津田正隣。養父は津田正矩。子に津田正邦室。養子に津田正行。通称権平、修理。

## 生涯
宗門奉行、馬廻頭を務めた津田正隣の子として生まれる。天保14年（1843年）、本家の正矩の遺跡を相続する。能登一国縮方となり、能登国の海防を担当する。弘化元年（1844年）、任地能登の海岸を巡検する。
弘化3年（1846年）死去。享年37。